# The Desert Hawk
 The Desert Hawk és una pel·lícula estatunidenca dirigida per Frederick De Cordova, estrenada el 1950.

## Argument
Un matrimoni arranjat força la princesa Xahrazad a casar-se amb el príncep Murad, un governant cruel.
Un lladre conegut com a Falcó del Desert sent parlar del casament, es disfressa com Murad per tal de robar els regals de casament.
L'endemà al matí, Murad apareix i troba el dot robat i ordena els seus homes que facin aparèixer el que el Falcó del Desert ha robat.
Quan la princesa s'adona que ha estat burlada canvia la roba amb una de les seves serventes, que és presa per la princesa i assassinada.
Els criats, juntament amb la princesa disfressada, són agafats i venuts com a esclaus. El Falcó del Desert la compra al mercat d'esclaus.

## Repartiment
- Yvonne De Carlo: Princesa Xahrazad
- Richard Greene: Omar
- Jackie Gleason: Aladí
- George Macready: Príncep Murad
- Rock Hudson: Capità Ras
- Carl Esmond: Kibar
- Joe Besser: Príncep Sinbad
- Anne P. Kramer: Yasmin
- Marc Lawrence: Samad
- Lois Andrews: Maznah
- Frank Puglia: Ahmed Bey
- Lucille Barkley: Undine
- Donald Randolph: Califa
- Ian Macdonald: Yussef